# Psychotria anemothyrsa
Psychotria anemothyrsa är en måreväxtart som beskrevs av Karl Moritz Schumann och Kurt Krause. Psychotria anemothyrsa ingår i släktet Psychotria och familjen måreväxter. Inga underarter finns listade i Catalogue of Life.